# 四川省成都市树德中学

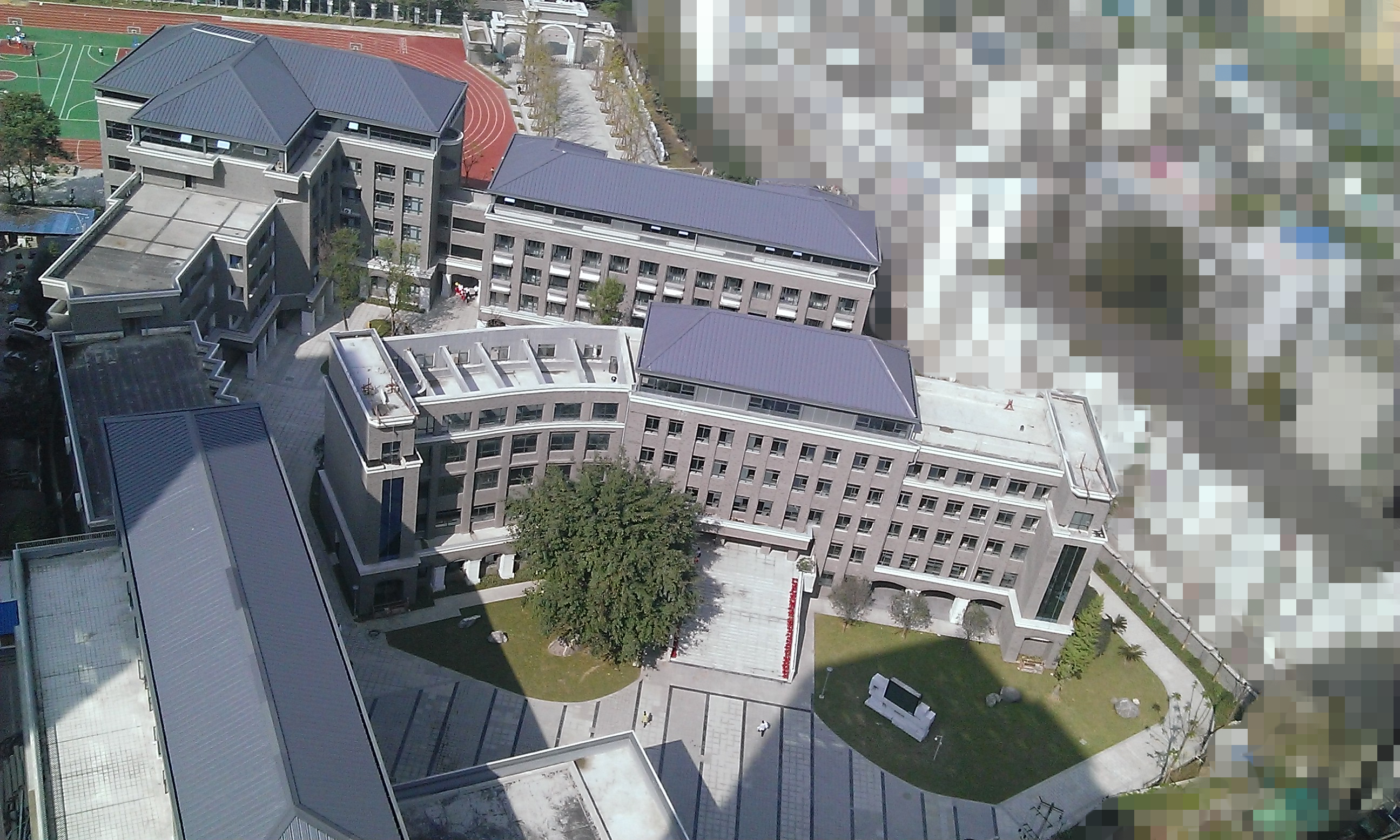
宁夏街校区教学楼鸟瞰

四川省成都市树德中学，曾称四川省成都市第九中学，简称“树德中学”，“成都九中”，是中国四川省成都市的一所公立中学。
学校由民国时期将领孙震于1929年创办，以“忠、勇、勤”为校箴，以“树德树人”为办学宗旨而得名。学校目前是成都市教育局直属学校，现任校长为毛伟（试用期），党委书记为胡霞。

## 学校历史

### 1949年以前
1929年，国民革命军第二十九军副军长孙震在四川省成都市捐资创办树德义务学校，校址为孙震官邸。1929年之1932年期间，孙震先后创办四所树德小学，1932年创办的树德第一小学增设初中，分设男女学生部，男生部设在西来寺（今宁夏街树德里），女生部在宁夏街树德巷。1937年秋季，学校在当时四川省省长李劼人和嘉乐纸集团的陈董事长捐赠资助下增设高中，并成立校董事会。至此，树德中学成为男女兼收、初中高中兼备的完整中学。 1943年，《大公报》发表武汉大学教授杨人楩的文章赞：“天津南开中学、长沙周南中学、成都树德中学……是中国六所办的最好的私立中学”。当时有“北有南开，西有树德”之说。

### 1949年以后
- 1951年，成都私立甫澄中学并入树德中学。
- 1952年，成都市人民政府接管树德中学，更名为“四川省成都市第九中学”，简称“九中”[7]。
- 1953年，该校被确认为成都市三所重点中学之一[8]。
- 1958年被定为四川省归国华侨子女集中就读学校，1959年被定为四川省高级干部子女集中就读学校[7]。
- 1980年被确定为四川省首批办好的省级重点中学[8]。
- 1988年6月，根据孙震长子孙静山的要求和海内外校友的期望，经四川省、成都市教育委员会批准，恢复“树德中学”的校名。但在非正式场合，旧称“九中”仍时常被使用。[9]
- 2000年，被评为四川省首批国家级示范高中[7]。
- 2004年，成为四川省第一所引进国际高中课程（VCE）的学校[7]。
- 2007－2010年，成都市政府实施名校扩建计划[10]，树德中学建成宁夏街校区、光华校区、外国语校区，形成“一校三区”的办学格局。2007年9月1日，树德中学新校区光华校区正式启用。2010年12月14日，树德中学外国语校区建筑主体已基本完工。
- 2009年，该校组建树德中学教育集团，先后引领帮扶17所成员学校[8]。
- 2010年，被确定为教育部在四川省的首批探索拔尖创新人才早期培养的试点学校[7]。
- 2011年，成为中国西部唯一引进IB国际课程的公立高中[7]。同年，获北京大学“中学校长实名制推荐”、清华大学“领军计划”学校[7]。
- 2013年，被评为四川省首批一级示范性高中[7]。
- 2013年6月15日，树德中学宁夏街校区启动风貌改造提升工程，对校园建筑外立面、运动场等进行改造，2013年8月25日基本完成[11]。
- 2014年，成为全国首批中国大学先修课程（CAP）试点学校[7]。

## 友好学校
| 国家 | 学校名称         |
| ---- | ---------------- |
| 美国 | 菲尼克斯中央高中 |
| 美国 | 海尔盖特中学     |
| 日本 | 广岛女子商业中学 |
| 德国 | 波恩博伊尔中学   |
| 英国 | 谢菲尔德中学     |
|      | 黑利伯瑞中学     |
|      | 诺克斯学校       |